# Billy Gilmour
Billy Clifford Gilmour (* 11. Juni 2001 in Irvine) ist ein schottischer Fußballspieler, der beim italienischen Serie-A-Verein SSC Neapel unter Vertrag steht. Der Mittelfeldspieler ist aktueller schottischer Nationalspieler.

## Karriere

### Verein
Gilmour begann mit dem Fußballspielen in der Jugend der Glasgow Rangers. Bereits mit 15 Jahren debütierte er im Dezember 2016 in der U20-Mannschaft und einen Monat später ließ ihn Mark Warburton, der Trainer der ersten Mannschaft, erstmals in dieser mittrainieren. Unter Warburtons Nachfolger Graeme Murty saß er in zwei Pokalspielen auf der Bank, ohne eingewechselt zu werden.
Im Mai 2017 wurde der Wechsel Gilmours zum englischen Spitzenverein FC Chelsea bestätigt. Im Juli 2017 unterschrieb er einen Vertrag und stieß zur U18-Mannschaft der Blues. Dort zeigte er in der Saison 2017/18 gute Leistungen und erzielte in 16 Ligaspielen sechs Tore und bereitete drei Tore vor. Am 30. April 2018 erzielte Gilmour beim 4:0-Auswärtssieg im Finalrückspiel des FA Youth Cups gegen den FC Arsenal ein Tor und eroberte mit der U18 den Titel, nachdem man bereits das Hinspiel mit 3:1 gewonnen hatte.
Im Juli 2018 unterzeichnete Gilmour seinen ersten Profivertrag und wurde in die U23-Mannschaft befördert. Auch dort schaffte er bereits in seiner ersten Spielzeit 2018/19 den Durchbruch in die Startformation und kam in 19 Ligaspielen zum Einsatz, in denen er fünfmal traf und vier Tore vorbereitete. In der UEFA Youth League 2018/19 drang er mit der U19-Mannschaft bis ins Finale des Turniers vor, in dem man am FC Porto scheiterte.

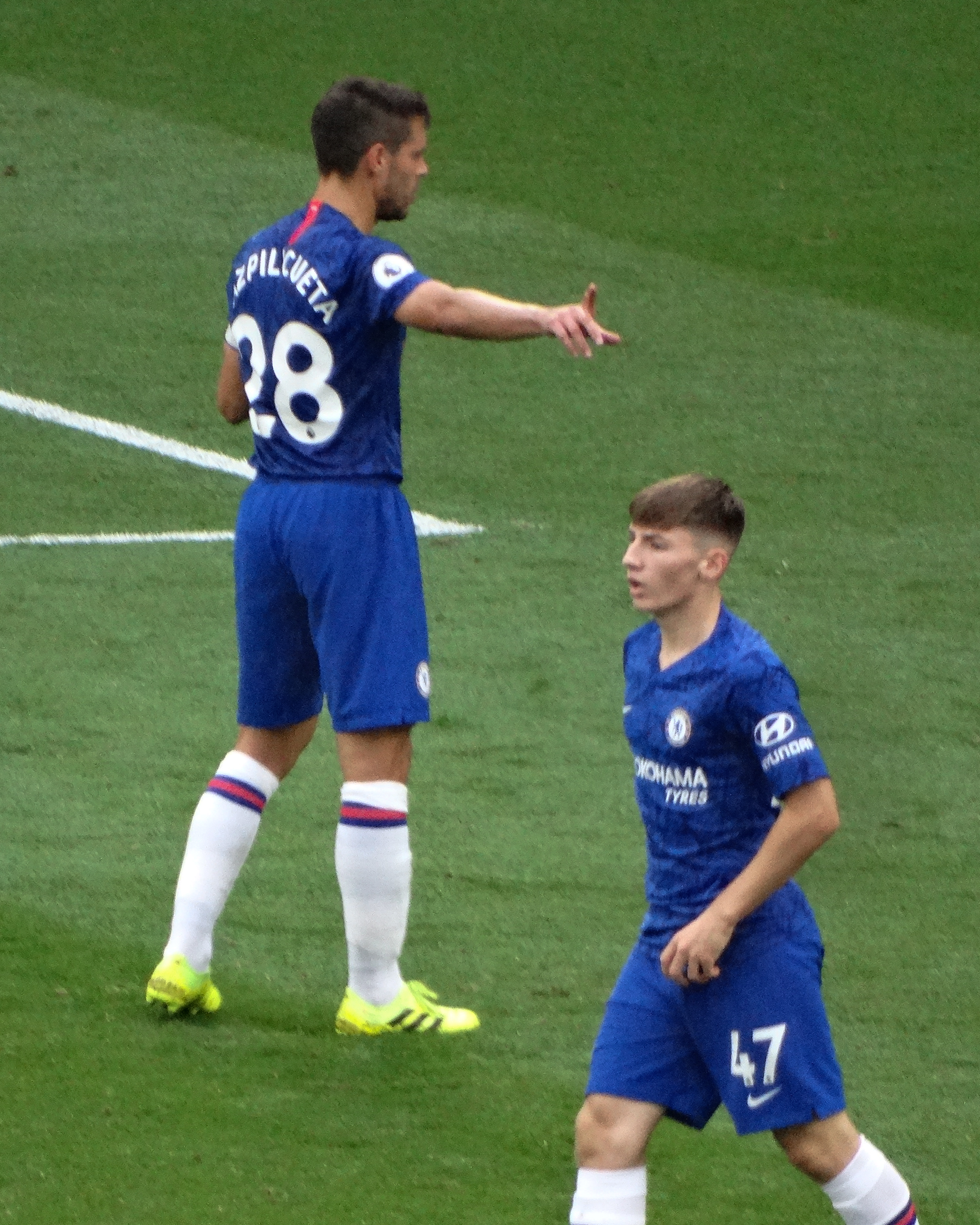
Gilmour (rechts) bei seinem Ligadebüt für den FC Chelsea gegen Sheffield United

In der Vorbereitung zur Saison 2019/20 wurde Gilmour vom neuen Trainer Frank Lampard in die erste Mannschaft hochgezogen und kam in Testspielen zum Einsatz. Bei der Niederlage im UEFA Super Cup 2019 gegen den FC Liverpool saß er auf der Bank, wurde aber nicht eingewechselt. Sein Debüt in der Premier League bestritt er am 31. August 2019 (4. Spieltag) beim 2:2-Unentschieden gegen Sheffield United.
Im Sommer 2021 wurde Gilmour für eine Saison an Norwich City verliehen. Im Sommer 2022 unterschrieb er einen Vertrag bei Brighton & Hove Albion. 
Im August 2024 wechselte Gilmour zur SSC Neapel nach Italien.

### Nationalmannschaft
Billy Gilmour spielte bisher für diverse schottische Juniorennationalmannschaften. Nachdem er für die U15 und U16 jeweils ein Spiel absolviert hatte, war er von August 2017 bis März 2018 in acht Spielen für die U17-Nationalmannschaft im Einsatz und erzielte zwei Tore. Danach war er für die U19 aktiv, für die er in sieben Spielen drei Tore und drei Vorlagen sammelte. Nebenbei spielt er seit Mai 2018 für die U-21-Auswahl.
Im Juni 2021 debütierte er unter Steve Clarke im A-Nationalteam, mit dem er im selben Jahr an der EM teilnahm.

## Titel
International
- Champions-League-Sieger: 2021 (FC Chelsea)

Italien
- Meister: 2025 (SSC Neapel)